# 嘉門達夫金色大全集
『嘉門達夫金色大全集 TATSUO COM'ON GOLDEN HITS!』（かもんたつおゴールデンヒッツ）は、嘉門タツオ（旧名・嘉門達夫）の3作目のベスト・アルバム。1991年6月21日に日本コロムビアから発売された。

## 概要
前作『宴』から3ヶ月後に発売。CD2枚組。日本コロムビア時代の発表楽曲からの選曲だが、1989年発売ベスト・アルバム『嘉門達夫全曲集』収録曲とほぼ同じである。

## 収録曲

### DISC-1
1. 遥かなる小市民へ (インストルメンタル)
作曲・編曲：渡辺茂樹
アルバム『小市民大全集』収録曲。
2. 小市民
作詞・作曲：嘉門達夫、編曲：渡辺茂樹、ゲスト：小倉久寛
7枚目のシングル。
3. 小市民2
作詞・作曲：嘉門達夫、編曲：渡辺茂樹、ゲスト：小倉久寛
8枚目のシングル。アルバム『小市民大全集』収録ヴァージョン。
4. 小市民 〜授業・給食篇〜
作詞・作曲：嘉門達夫、編曲：渡辺茂樹
アルバム『小市民大全集』収録曲。
5. 小市民 〜遠足篇〜
作詞・作曲：嘉門達夫、編曲：渡辺茂樹
アルバム『小市民大全集』収録曲。
6. 小市民 〜運動会篇〜
作詞・作曲：嘉門達夫、編曲：渡辺茂樹
アルバム『小市民大全集』収録曲。
7. 小市民 〜グッズ篇〜
作詞・作曲：嘉門達夫、編曲：渡辺茂樹
アルバム『小市民大全集』収録曲。
8. 小市民 〜食生活篇〜
作詞・作曲：嘉門達夫、編曲：渡辺茂樹
アルバム『小市民大全集』収録曲。
9. 小市民 〜乗り物篇〜
作詞・作曲：嘉門達夫、編曲：渡辺茂樹
アルバム『小市民大全集』収録曲。
10. 歯
作詞・作曲：嘉門達夫、編曲：高石ともや
アルバム『日常 〜COM'ON! 超B級娯楽音楽〜』収録曲。
11. ツッコミドレミファ・ドン
作詞・作曲：嘉門達夫、編曲：戸田誠司
アルバム『お調子者で行こう』収録曲。
12. キャッシュ・カード
作詞・作曲：嘉門達夫、編曲：大森隆志
アルバム『日常 〜COM'ON! 超B級娯楽音楽〜』収録曲。
13. トキメキのオバンチュール
作詞・作曲：嘉門達夫、編曲：加瀬邦彦、コーラスアレンジ：植田芳暁
アルバム『お調子者で行こう』収録曲。
14. 日常
作詞・作曲：嘉門達夫、編曲：難波弘之
アルバム『日常 〜COM'ON! 超B級娯楽音楽〜』収録曲。
15. アホが見るブタのケツ
作詞・作曲：嘉門達夫、編曲：新田一郎
3枚目のシングル。

### DISC-2
1. タンバでルンバ
作詞・作曲：嘉門達夫、編曲：新田一郎
6枚目のシングル。
曲の開始前にアルバム『小市民宣言』に収録された「この中にひとり」が収録されている。
2. AWAN AWAN!!
作詞：杉本つよし、作曲：嘉門達夫、編曲：渡辺茂樹、ゲスト：小倉久寛
8枚目のシングル「小市民2」のカップリング曲。
3. あったらコワイセレナーデ2
作詞・作曲：嘉門達夫、編曲：新田一郎
3枚目のシングル「アホが見るブタのケツ」のB面。
4. ヤンキーの兄ちゃんのうた
作詞・作曲・編曲：嘉門達夫
1枚目のシングル。
5. ウシ
作詞：嘉門達夫・水野重之、作曲：嘉門達夫、編曲：新田一郎
6枚目のシングル「タンバでルンバ」のB面。
6. お前らには負けへんで
作詞・作曲・編曲：嘉門達夫
アルバム『お調子者で行こう』収録曲。
7. どう見ても山田君
作詞：ますやまみのる、作曲：嘉門達夫、編曲：宮川泰
アルバム『お調子者で行こう』収録曲。
8. ほっといてくれよ!
作詞・作曲：嘉門達夫、編曲：新田一郎
7枚目のシングル「小市民」のカップリング曲。
アルバム『日常 〜COM'ON! 超B級娯楽音楽〜』収録曲。
9. ペンション
作詞・作曲：嘉門達夫、編曲：戸田誠司
4枚目のシングル。
10. 法事ブギ
作詞：嘉門達夫・覚道秀治、作曲：嘉門達夫、編曲：関口和之
アルバム『日常 〜COM'ON! 超B級娯楽音楽〜』収録曲。
11. 小市民 〜お酒篇〜
作詞・作曲：嘉門達夫、編曲：渡辺茂樹
アルバム『小市民大全集』収録曲。
12. 小市民 〜夜の生活篇〜
作詞・作曲：嘉門達夫、編曲：渡辺茂樹
アルバム『小市民大全集』収録曲。
13. 小市民 〜結婚式篇〜
作詞・作曲：嘉門達夫、編曲：渡辺茂樹
アルバム『小市民大全集』収録曲。
14. 小市民 〜会話篇〜
作詞・作曲：嘉門達夫、編曲：渡辺茂樹
アルバム『小市民大全集』収録曲。
15. 街角
作詞・作曲：嘉門達夫、編曲：若草恵
アルバム『日常 〜COM'ON! 超B級娯楽音楽〜』収録曲。